# Diopsis nitela
Diopsis nitela är en tvåvingeart som beskrevs av Seguy 1955. Diopsis nitela ingår i släktet Diopsis och familjen Diopsidae. Inga underarter finns listade i Catalogue of Life.